# Gibeon
Gibeon vagy Gibeón (héberül: גבעון ) ókori város Palesztina területén, a későbbi Jeruzsálemtől
kb. 8 km-re ÉNy-ra.

## Régészet

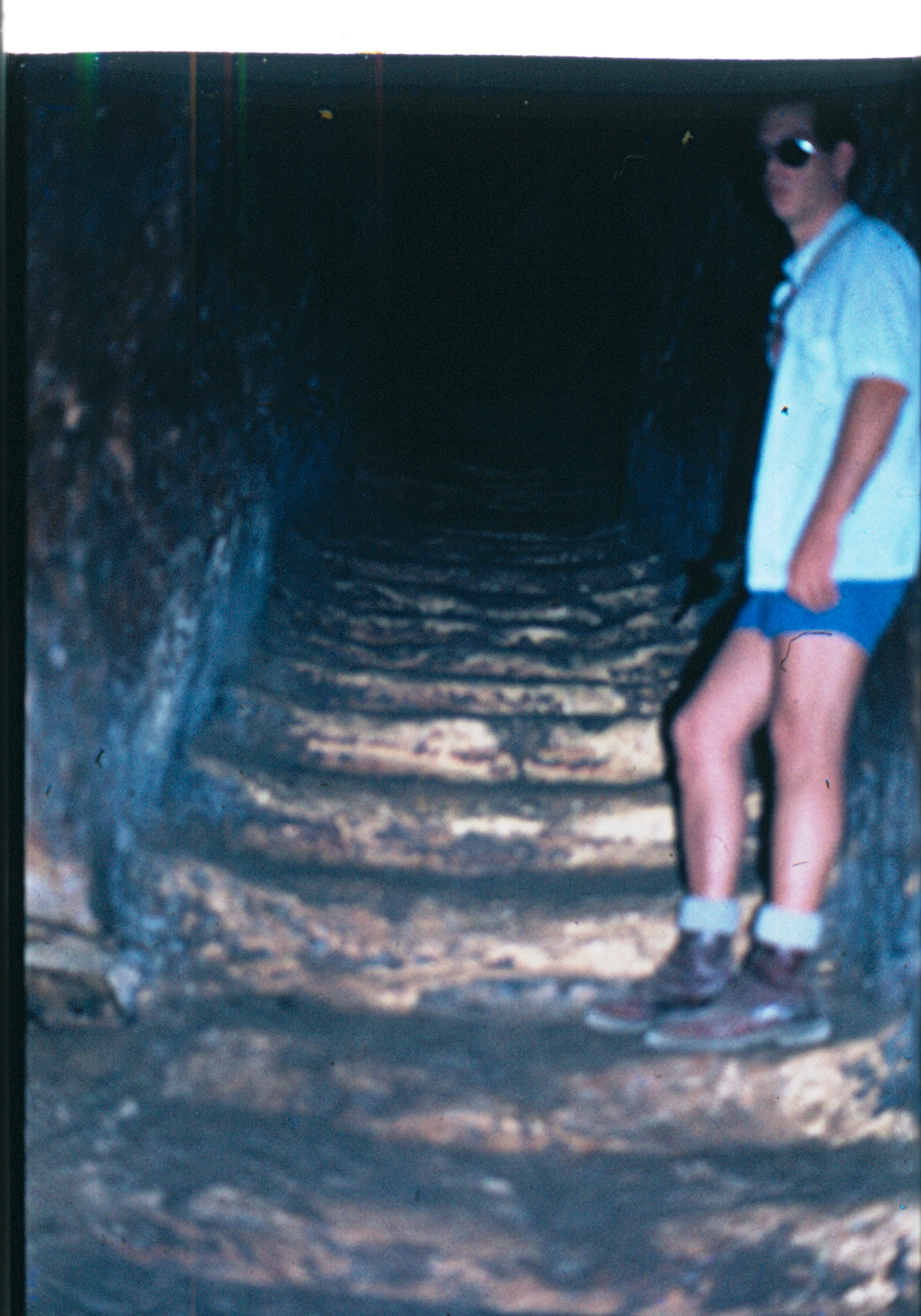
Lépcsősor a forráshoz

A hely lakott volt már a középső bronzkor óta (Kr.. e. 2000-1600), a bronzkori temetőnek számos sírját tárták fel és egyéb tárgyakat találtak. A vaskorban (az izraeli korban) épült házak maradványa és a talált berendezések azt mutatják, hogy Gibeon egy jómódú, virágzó város lehetett. A település lakóinak egyik főfoglalkozása a szőlőművelés lehetett, ezt mutatják a szőlőpréselésre való helyek és eszközök, meg a boros korsók tárolására való raktárak. Egy 12 m átmérőjű és 26 m mély víztárolót is felfedeztek itt, amelyben Gibeon lakói az esővizet gyűjtötték össze. Ennek oldalában 79 lépcsőfok vezetett spirál alakban az aljáig. Volt még a városnak egy nagy alagútja is - hasonlóan a Megiddóban talált építményhez - amely egy forráshoz vezetett 93 lépcsőfokkal a mélybe, ahonnan biztonságosan lehetett ivóvízhez jutni. A falba helyenként mélyedéseket vágtak, hogy az oda helyezett mécsesek fényénél lássák a vízhordók az utat.

## A Bibliában
Az izraelita honfoglaláskor Gibeon lakói csellel vették rá Józsué népét, hogy velük szövetségre lépjenek, és így megkíméljék a városukat az elpusztulástól. Ennek fejében önként meghódoltak és vállalták a rájuk kiszabott szolgálatot. Később Saul király egy részüket kiirtotta és ezért Izrael népe bűnhődött Dávid uralma alatt. Kultuszhelyként is működött, ahol Salamon király álombeli kijelentést kapott.
Gibeon a babiloni hódítás során elnéptelenedett. Bár a babiloni fogság után Nehémiás említ gibeoni embereket, akik Jeruzsálem újraépítésénél segédkeztek a település további sorsa nem ismeretes.

## Fordítás
Ez a szócikk részben vagy egészben  a   Gibeon (ancient city) című angol Wikipédia-szócikk fordításán alapul.  Az eredeti cikk szerkesztőit annak laptörténete sorolja fel. Ez a jelzés csupán a megfogalmazás eredetét és a szerzői jogokat jelzi, nem szolgál a cikkben szereplő információk forrásmegjelöléseként.